# Мондриан, Пит
Пи́тер Корне́лис (Пит) Мондриа́н (нидерл. Pieter Cornelis (Piet) Mondriaan, МФА: [ˈpit ˈmɔndrijaːn], с 1911 — Mondrian, [ˈmɔndrijɑn]; 7 марта 1872, Амерсфорт, Нидерланды — 1 февраля 1944, Нью-Йорк) — нидерландский художник, который одновременно с Кандинским и Малевичем положил начало абстрактной живописи.

## Биография

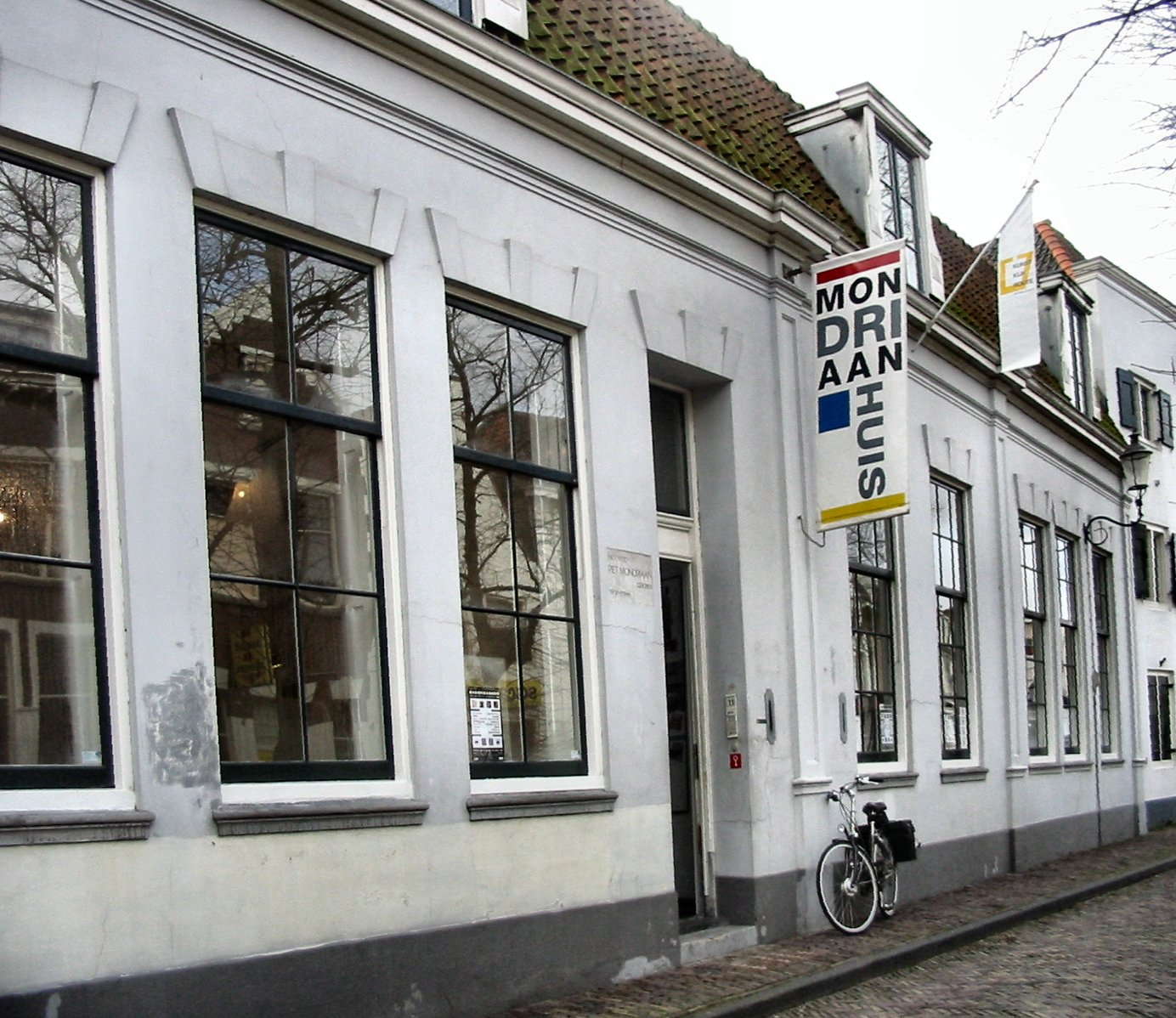
Родной дом Мондриана в Амерсфорте, ныне музей

Родился в небольшом голландском городке Амерсфорте в семье директора местной школы. Отец не мог обеспечить семью, но к таланту сына отнёсся с чуткостью, и в 20 лет Мондриан уехал учиться в Амстердам.
Начинал преподавателем рисования в начальной школе, ранние работы — пейзажи Голландии в духе импрессионизма. Увлёкся теософией Елены Блаватской. Глубоко воспринял искания кубизма на выставке кубистов в Амстердаме (1911). В 1912 переехал в Париж, в знак начала новой жизни изменил фамилию на «Мондриан».
Годы Первой мировой войны провёл на родине, в 1915 сблизился с художником Тео ван Дусбургом, основал с ним вместе движение «Де Стейл» и одноимённый художественный журнал. Журнал стал органом неопластицизма — утопии новой пластической культуры как предельной сознательности в скрупулёзной передаче обобщённой красоты и истины самыми аскетическими средствами, основными, первичными красочными тонами, линиями, формами.

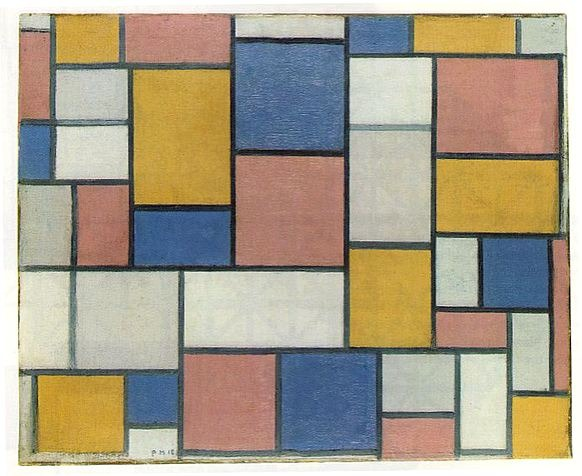
«Композиция с цветными плоскостями и серыми линиями», 1918 год

Это нефигуративное направление Мондриан последовательно развивал во Франции, где прожил с 1919 по 1938, затем в Великобритании, а с 1940 — в США.
В американский период своего творчества попытался приспособить принципы неопластицизма для передачи динамических эффектов («Буги-вуги на Бродвее»).
Скончался от воспаления лёгких 1 февраля 1944 года и был похоронен на кладбище Cypress Hills в нью-йоркском Бруклине.
Оформление нью-йоркской студии Мондриана, в которой он проработал лишь несколько месяцев и которое было тщательно воссоздано его друзьями и последователями на фото- и киноплёнке, стало как бы последней работой мастера, эти «Стенописи» демонстрировались на выставках в Нью-Йорке, Лондоне, Токио, Сан-Пауло, Берлине. Парижская квартира Мондриана, его трубка и очки запечатлены на минималистских фотографиях Андре Кертеса (1926), ставших эмблемными для современного фотоискусства.

## Творчество

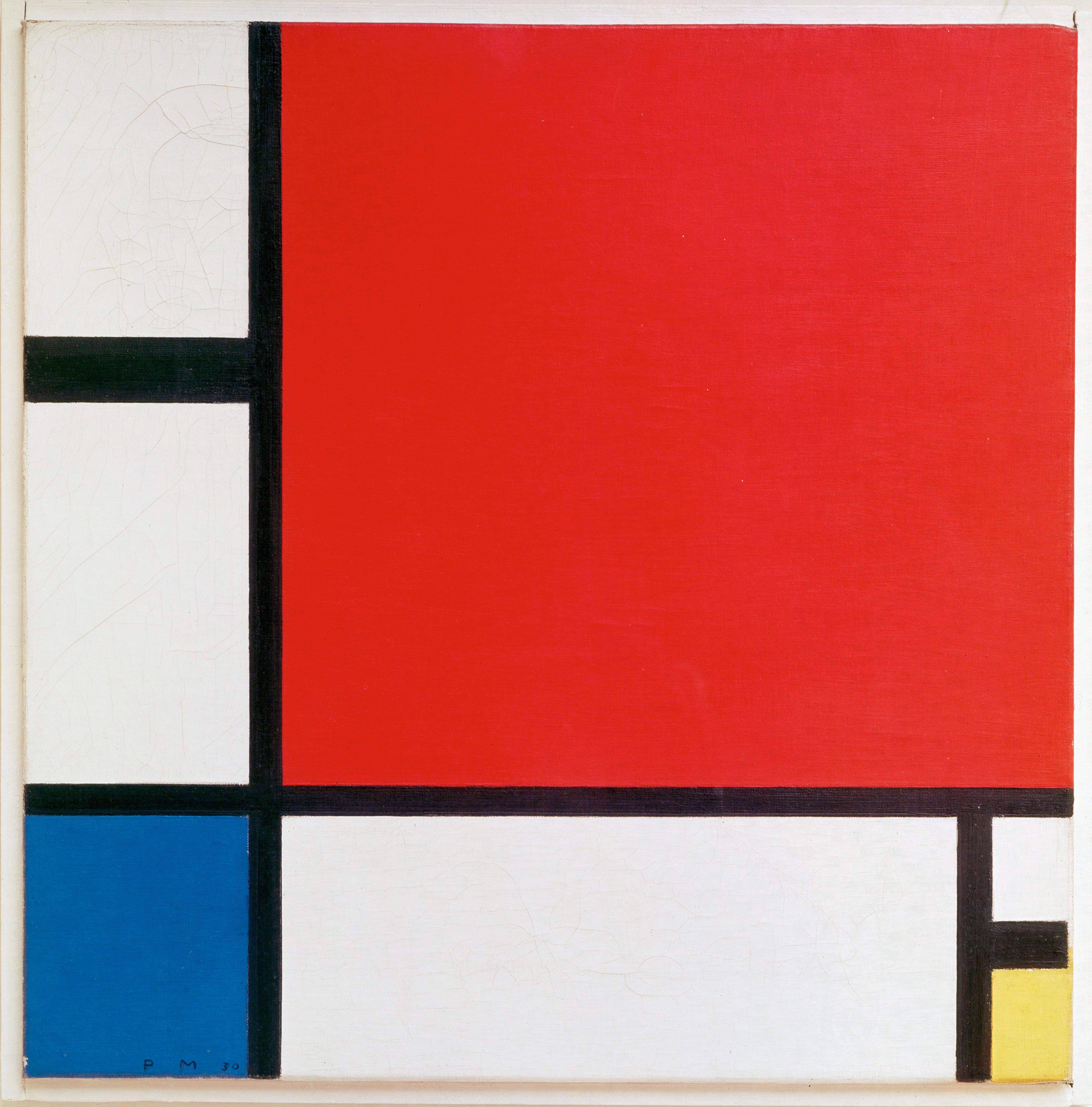
Композиция с красным, синим и жёлтым. 1930 г.

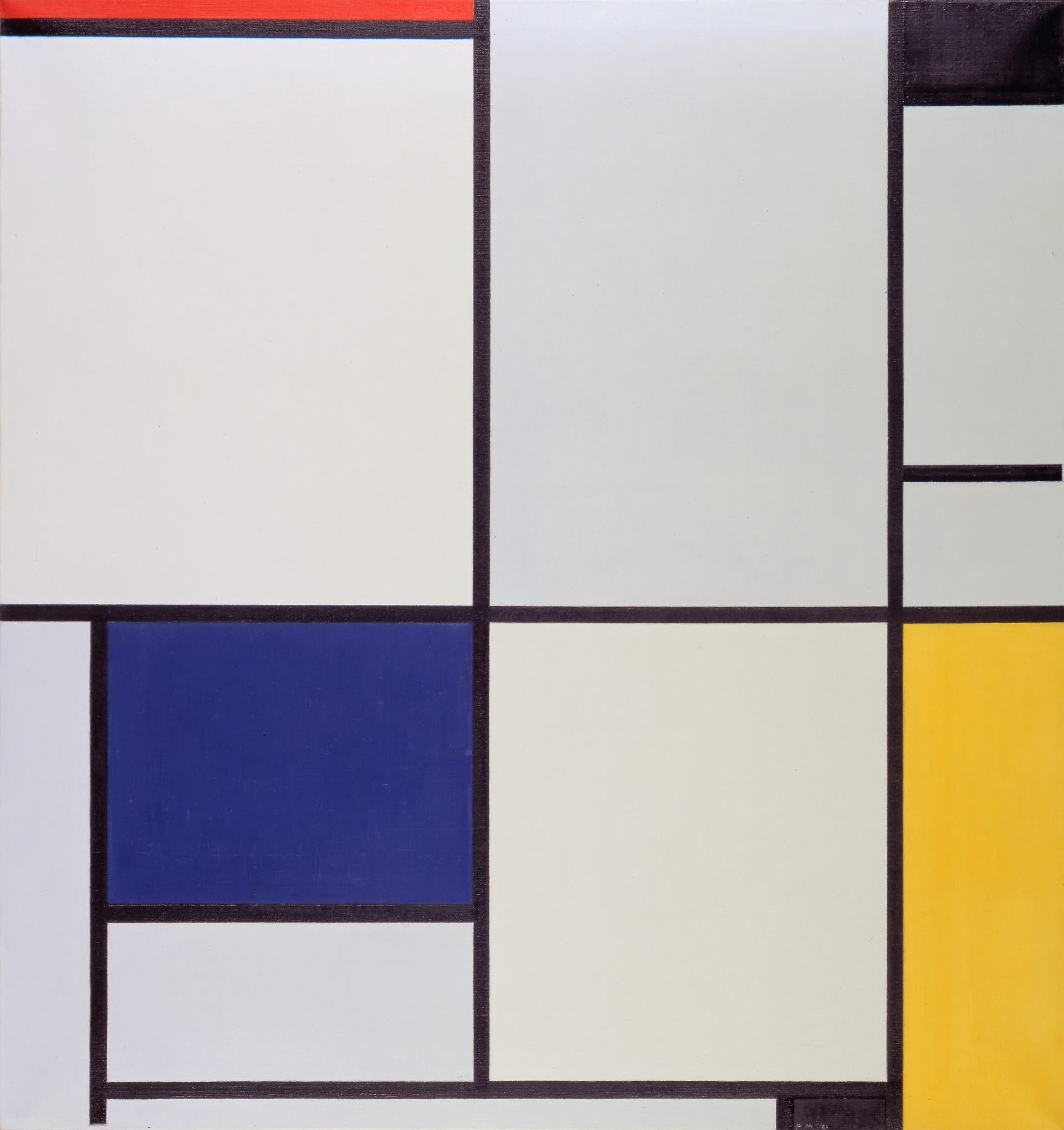
Tableau I, 1921

Мондриан призывал к «денатурализации» искусства, к отказу от естественных форм и переходу к чистой абстракции. Начиная с 1913 года, картины Мондриана развивались в сторону абстрактных матриц, состоящих из чёрных горизонтальных и вертикальных линий. Постепенно расположение линий на холсте упорядочилось до такой степени, что они стали представлять собой правильные решётки с ячейками. Ячейки закрашивались основными цветами, то есть красным, синим и жёлтым. Таким образом, структуру картины образовывали дихотомии цвет — не-цвет, вертикаль — горизонталь, большая поверхность — малая поверхность, единение которых должно было символизировать равновесие сил в гармонии мироздания.
Несмотря на предельную ограниченность визуальных средств, творчество Мондриана оказало большое влияние на современников и породило новые направления в живописи и графике.

## Избранные работы
- Molen Mill (1908)
- Avond (1908)
- Chrysanthemum (1908)
- Windmill by the Water (1908)
- Landscape (1909)
- Вечер. Красное дерево (1909—1910)
- Amaryllis (1910)
- Evolution (1910—1911)
- The Red Mill (1910—1911)
- Серое дерево (1911)
- Horizontal Tree (1911)

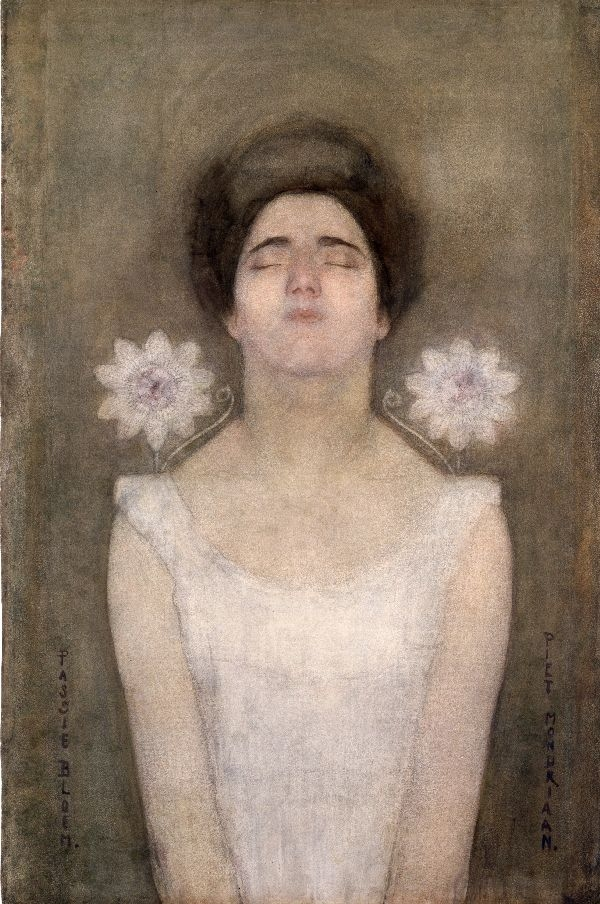
Страстоцвет, 1901—1908

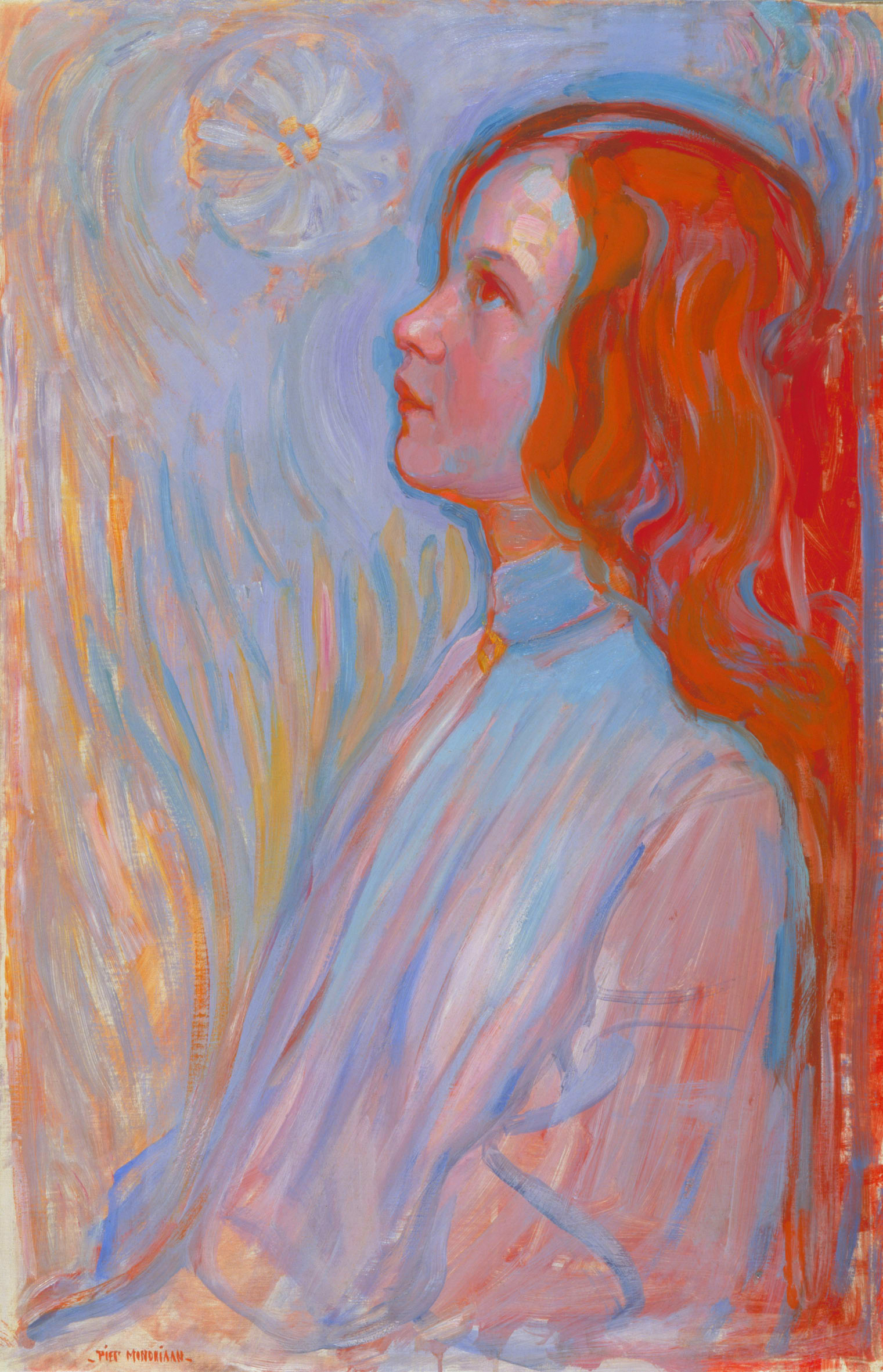
Верность, 1908

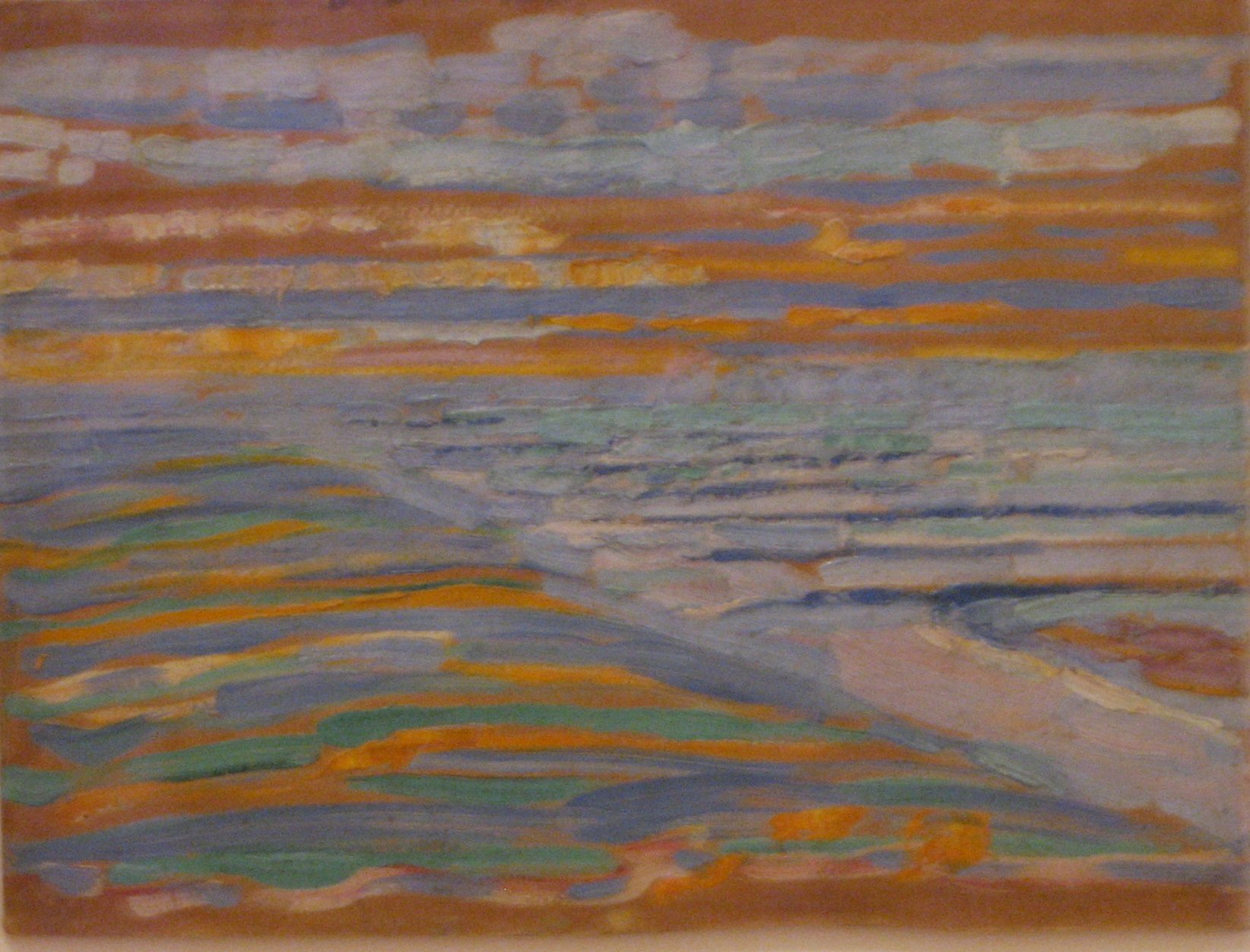
Вид на дюны с пляжем и пирсом, 1909

- Still Life with Ginger Pot I (1911)
- Still Life with Ginger Pot II (1912)
- Eucaliptus (1912)
- Apple Tree in Bloom (1912)
- Trees (1912—1913)
- Scaffoldings (1912—1914)
- Composition No. II; Composition in Line and Color (1913)
- Ocean 5 (1915)
- Composition III with Color Planes (1917)
- Composition with Color Planes and Gray Lines 1 (1918)
- Composition with Gray and Light Brown (1918)
- Composition with Grid VII (1919)
- Composition: Checkerboard, Dark Colors (1919)
- Composition A: Composition with Black, Red, Gray, Yellow, and Blue (1920)
- Composition with Black, Red, Gray, Yellow, and Blue (1920)
- Tableau I (1921)
- Lozenge Composition with Yellow, Black, Blue, Red, and Gray (1921)
- Composition with Large Blue Plane, Red, Black, Yellow, and Gray (1921)
- Composition with Red, Yellow and Blue (1921)
- Composition with Blue, Yellow, Black, and Red (1922)
- Composition #2 (1922)
- Lozenge Composition with Red, Black, Blue, and Yellow (1925)
- Lozenge Composition with Red, Gray, Blue, Yellow, and Black (1925)
- Composition with Red, Yellow and Blue (1927)
- Fox Trot; Lozenge Composition with Three Black Lines (1929)
- Композиция с красным, синим и жёлтым (1930)
- Composition with Yellow Patch (1930)
- Composition with Yellow (1930)
- Composition with Blue and Yellow (1932)
- Composition No. III Blanc-Jaune (1935—1942)
- Rhythm of Straight Lines (1935—1942)
- Rhythm of Black Lines painting) (1935—1942)
- Composition blanc, rouge et jaune or Composition in White, Black and Red (1936)
- Vertical Composition with Blue and White (1936)
- Abstraction (1937—1942)
- Composition No. 8 (1939—1942)
- Painting #9 (1939—1942)
- Composition No. 10 (1939—1942)
- New York City I (1942)
- Broadway Boogie-Woogie (1942—1943)
- Place de la Concorde (1943)
- Victory Boogie-Woogie (1943—1944, неокончена)[13]

## Теоретические сочинения
- The New Art — The New Life: The Collected Writings of Piet Mondrian/ Harry Holtzman, Martin S. James, eds. Boston: G.K. Hall, 1986

## Влияние в культуре

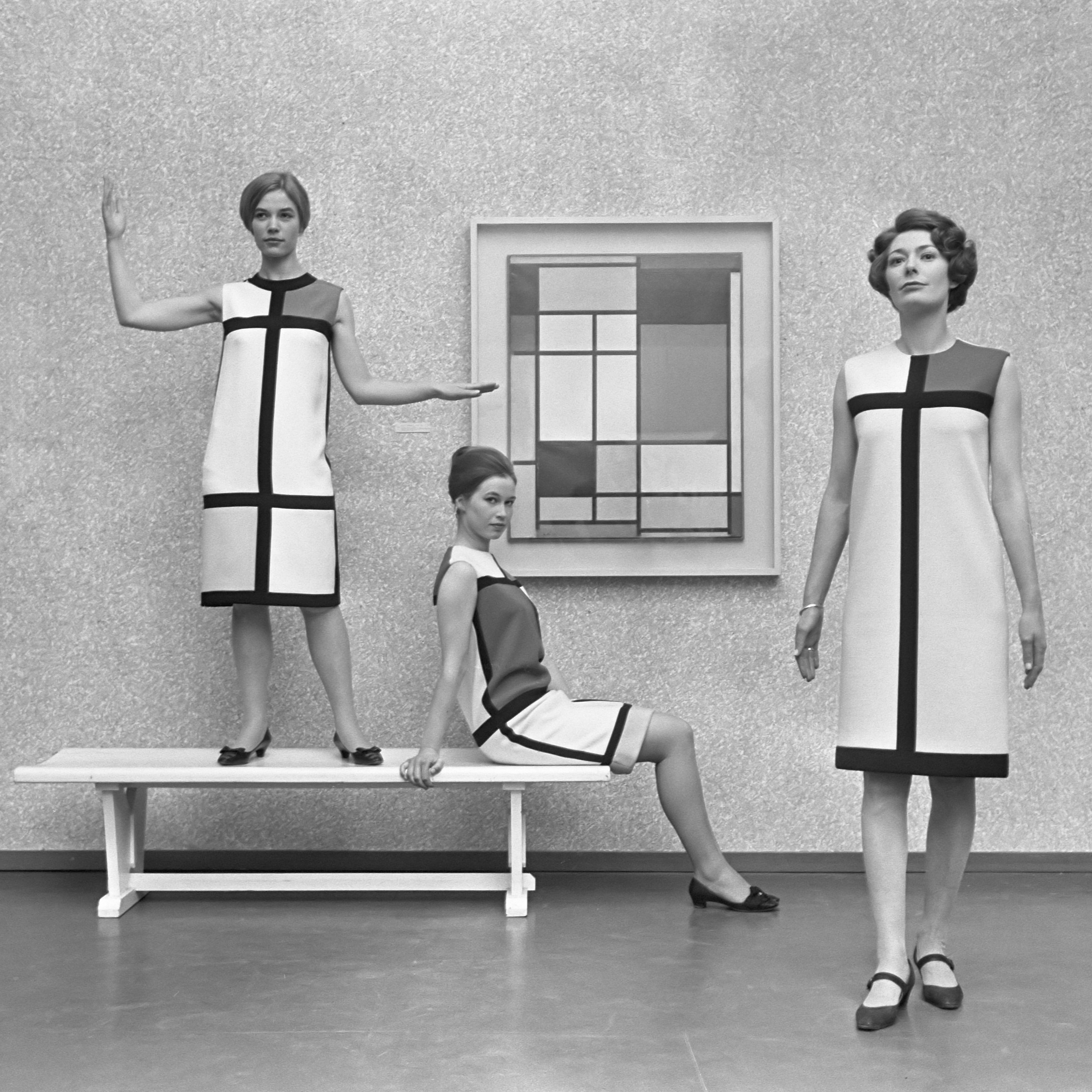
Платья «Мондриан», Ив Сен Лоран, 1966

- В 1930-х годах французский модельер Лола Прусак, работавшая в то время на парижский модный дом Hermès, создала линейку чемоданов и сумок, вдохновлённую поздними работами Мондриана: со вставками из красных, синих и жёлтых квадратов кожи[14].
- В коллекции осень-зима 1965—1966 годов французский модельер Ив Сен Лоран представил знаменитые платья «Мондриан» — простые трикотажные платья без воротника и рукавов из трикотажного полотна, которые имели декор в виде крупных цветных клеток — «цитаты» из картин художника-абстракциониста.